# Julius C. Burrows
Julius Caesar Burrows, född 9 januari 1837 i Erie County, Pennsylvania, död 16 november 1915 i Kalamazoo, Michigan, var en amerikansk republikansk politiker. Han representerade delstaten Michigan i båda kamrarna av USA:s kongress, först i representanthuset 1873–1875, 1879–1883 samt 1885–1895 och sedan i senaten 1895–1911.
Burrows studerade juridik och inledde 1859 sin karriär som advokat i Jefferson, Ohio. Han flyttade 1860 till Michigan. Han deltog i amerikanska inbördeskriget som kapten i nordstaternas armé. Han var åklagare i Kalamazoo County 1866–1870.
Burrows blev invald i representanthuset i kongressvalet 1872. Han ställde upp för omval två år senare men besegrades av Allen Potter. Burrows ställde upp på nytt i kongressvalet 1878 och vann. Han besegrades av George L. Yaple i kongressvalet 1882. Burrows besegrade sedan Yaple i kongressvalet 1884.
Burrows efterträdde 1895 John Patton som senator för Michigan. Han efterträddes 1911 av Charles E. Townsend. Burrows avled 1915 och gravsattes på Mountain Home Cemetery i Kalamazoo.